# Zoe Buckman
Zoe Buckman (née le 21 décembre 1988 à Grafton) est une athlète australienne, spécialiste du demi-fond.

## Biographie
Le 13 août 2013, elle bat son record sur 1 500 m en 4 min 04 s 82 en demi-finale des Championnats du monde à Moscou. Son précédent record datait de la demi-finale des Jeux olympiques à Londres en 4 min 05 s 03.

## Palmarès
| Date | Compétition                   | Lieu       | Résultat | Épreuve     | Temps          |
| ---- | ----------------------------- | ---------- | -------- | ----------- | -------------- |
| 2006 | Championnats du monde juniors | Pékin      | 11e      | 1 500 m     | 4 min 20 s 59  |
| 2013 | Championnats du monde         | Moscou     | 6e       | 1 500 m     | 4 min 05 s 77  |
| 2014 | Relais mondiaux de l'IAAF     | Nassau     | 3e       | 4 × 800 m   | 8 min 13 s 26  |
| 2014 | Relais mondiaux de l'IAAF     | Nassau     | 3e       | 4 × 1 500 m | 17 min 08 s 65 |
| 2017 | Relais mondiaux de l'IAAF     | Nassau     | 3e       | 4 × 800 m   | 8 min 21 s 08  |
| 2018 | Jeux du Commonwealth          | Gold Coast | 12e      | 1 500 m     | 4 min 06 s 76  |

## Records
| Épreuve      | Temps         | Lieu   | Date             |
| ------------ | ------------- | ------ | ---------------- |
| 800 mètres   | 2 min 00 s 93 | Rieti  | 8 septembre 2013 |
| 1 500 mètres | 4 min 04 s 09 | Eugene | 31 mai 2014      |